# 高橋英吾
高橋 英吾（たかはし えいご、1940年（昭和15年）9月4日 - ）は日本の政治家。元愛媛県八幡浜市長。衆議院議員の高橋英吉は父。衆議院議員の高橋英行は息子。
日本大学法学部卒業後、日本航空勤務を経て、1975年から愛媛県議会議員を連続4期務め、1990年の衆院選に旧愛媛3区から無所属で出馬するも落選。1993年は自民党から、1996年は新進党からの出馬。
1999年の旧八幡浜市長選に出馬。高橋と同年かつ県議会議員としても同期であった現職の吉見弘晏を破り初当選。
2003年、自民党の推薦する元県議との選挙戦に再び勝利。市長2期目の途中に西宇和郡保内町との対等合併により失職、新・八幡浜市長選挙に出馬、無投票当選した。在職中、財政再建、八幡浜港の再開発等に努める。
任期満了に伴う2009年4月の市長選では新人の大城一郎に敗れた。